# Benzendiol
Benzendioli ili dihidroksibenzeni su organska hemijska jedinjenja u kojima su prisutne dve hidroksilne grupe na benzenovom prstenu. Ova aromatična jedinjenja se klasifikuju kao fenoli. Postoje tri izomera benzendiola: 1,2-benzendiol (orto izomer) je poznat kao katehol, 1,3-benzendiol (meta izomer) je poznat kao rezorcinol, i 1,4-benzendiol (para izomer) je poznat kao hidrohinon.
| orto izomer                                                                             | meta izomer                                                                             | para izomer                                                                    |
| --------------------------------------------------------------------------------------- | --------------------------------------------------------------------------------------- | ------------------------------------------------------------------------------ |
| Katehol pirokatehol 1,2-benzendiol o-benzendiol 1,2-dihidroksibenzen o-dihidroksibenzen | Resorcinol 1,3-benzendiol m-benzendiol 1,3-dihidroksibenzen m-dihidroksibenzen rezorcin | Hidrohinon 1,4-benzendiol p-benzendiol 1,4-dihidroksibenzen p-dihidroksibenzen |
|                                                                                         |                                                                                         |                                                                                |
Ova tri jedinjenja su bezbojne ili bele glanularne čvrste materije na sobnoj temperaturi i pritisku, ali nakon izlaganju kiseoniku mogu da potamne. Sva tri izomera imaju hemijsku formulu .